# Río Dudypta
El río Dudypta (del ruso: Река Дудыпта) es un largo río ruso localizado en la parte septentrional de Siberia, el principal afluente del Piásina, un río que desagua en el mar de Kara. Tiene una longitud de 687 km  y drena una cuenca de 33.100 km², en la que atraviesa muchos lagos y pantanos. El río podría considerarse la fuente más lejana del propio Piásina, ya que si se considera con la parte baja del Piásina desde la confluencia, el sistema Dudypta-Piásina alcanza una longitud los 1.362 km, más que el propio Piásina (817 km).
Administrativamente, el río Dudypta discurre íntegramente por el krai de Krasnoyarsk de la Federación de Rusia.
El río Dudypta nace en el lago Makar (o lago Dudýptskoie), situado en la parte central de la gran meseta de Siberia septentrional y discurre generalmente en dirección suroeste, cruzando una zona de tundra, en un ambiente topográficamente llano caracterizado por la existencia de amplias zonas pantanosas con abundantes lagos (debido al permafrost, cuya profundidad es de unos 500 m lo que causa problemas de drenaje superficial del agua, al menos en el verano). Se une con el Piásina en su curso medio, a unos 700 km de su desembocadura. En todo su curso no hay ningún localidad de cierta importancia, siendo la más destacada la pequeña Ust-Avam, localizada 10 km aguas arriba de la confluencia con el río Avam. No hay en la región apenas infraestructuras viarias.
El río está congelado, en promedio, desde finales de septiembre hasta principios de junio. Cuando está libre de hielo es navegable unos 150 km aguas arriba de su desembocadura en el Piásina. La cuenca tiene  gran riqueza ictiológica, siendo importantes algunas pesquerías de salmónidos (Coregonus muksun, Coregonus nasus). En verano hay muchas aves acuáticas en el río.
Sus principales afluentes son, por la izquierda, los ríos Kystyktaj (Кыстыктах), Avam (Авам) y Kámennaya (Каменная); y por la derecha, el Kylkay (Кылкай), Túndrovaya (Тундровая) y Ugarnaya (Угарная). Rica en pescado (pescado blanco, pescado blanco, etc.) En verano, el río va para las aves acuáticas.